# 身延饅頭

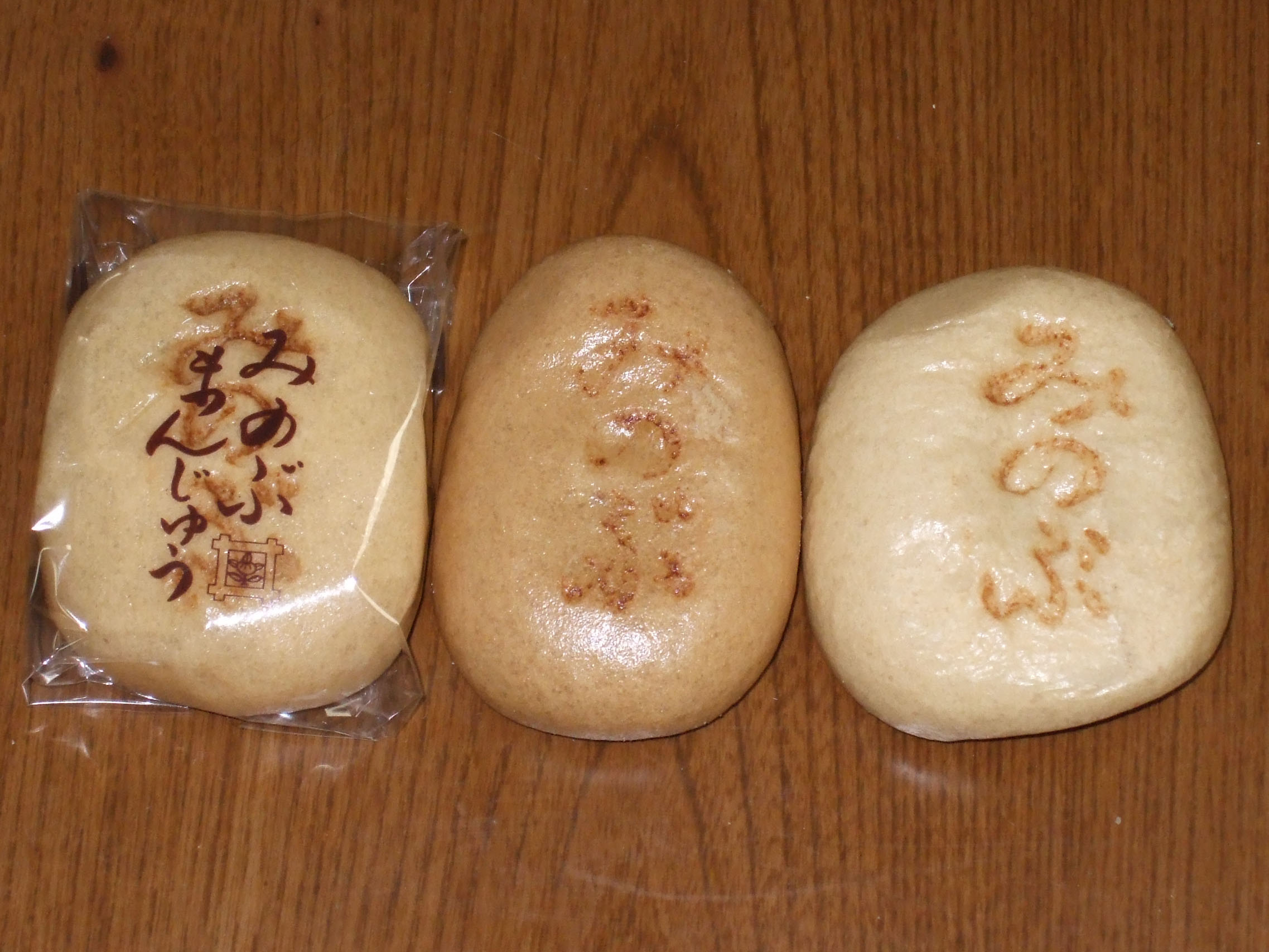
身延饅頭（2007年撮影）

身延饅頭（みのぶまんじゅう）は山梨県身延町で作られている饅頭。身延町の郷土料理であり、その性質から精進料理とも位置付けられている。

## 概要
身延町にある日蓮宗の総本山・身延山久遠寺は他の寺院同様肉類や魚類、酒類、さらには五葷を使用しての食事は禁止されており（現在でも身延山や久遠寺の寺領である七面山の宿坊への肉類や魚類の持ち込みは禁止されている）、身延山で修行をする僧や参拝者向けの嗜好品として江戸時代初期にに当時の久遠寺の法主に依頼されて甘養亭（甘養亭河喜）の当主が開発したとされている。
小麦粉に醤油や黒糖などを混ぜて練った皮で漉し餡を包んで蒸して作られ、直径10cm程度の「みのぶ」と書かれた焼印が押されているのが特徴である。

## 製造

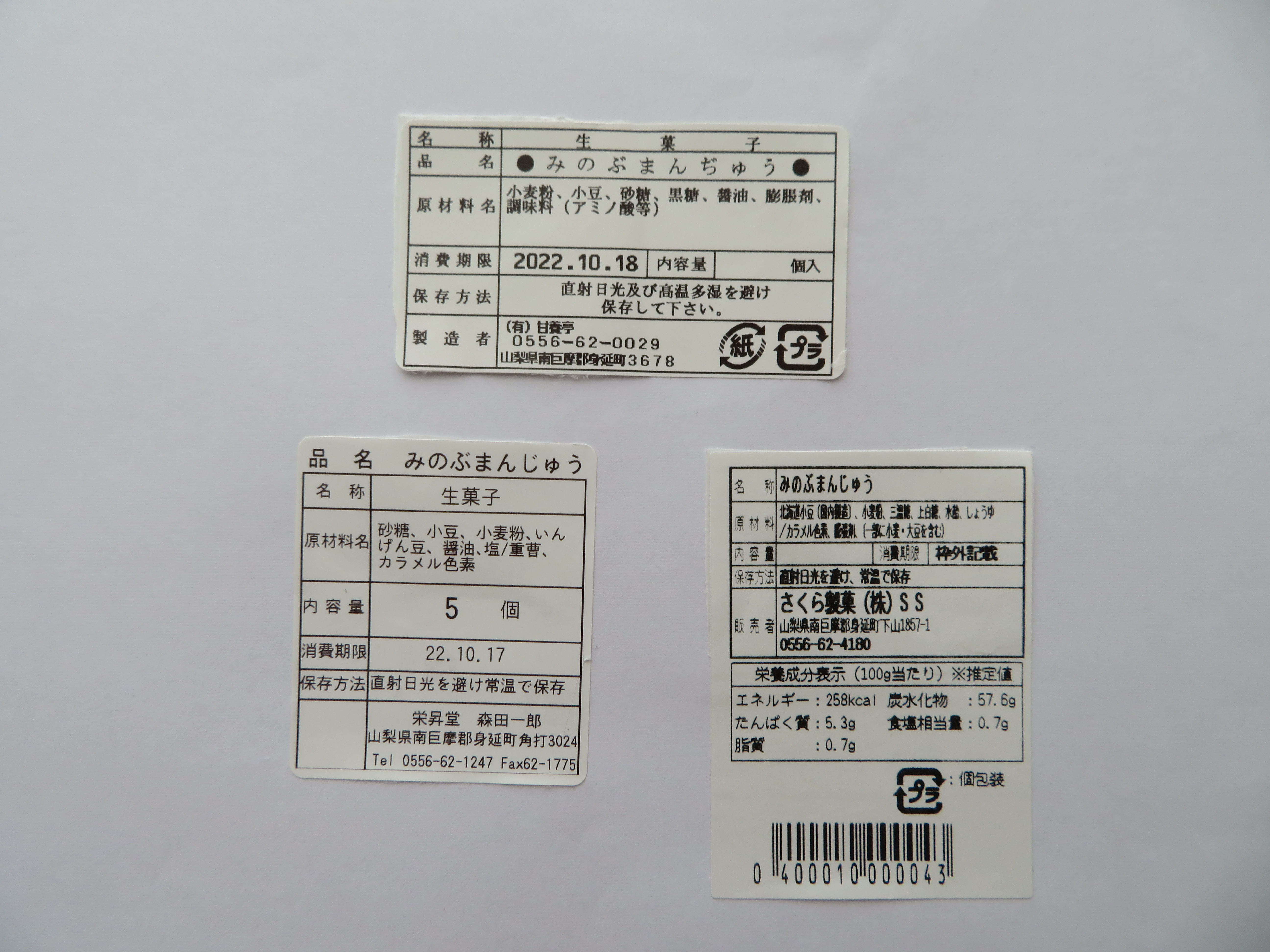
各社の原材料表記

主に身延山久遠寺界隈の門前町と身延駅前のしょうにん通り商店街で製造されており、身延山門前町では甘養亭（甘養亭河喜）と松屋菓子舗（2019年閉店）が、身延駅では栄昇堂が自家製造している。また、身延山北部の下山および南部の梅平ではさくら製菓が製造販売を行っている。
味や見た目、包装等に若干の違いはあり、甘養亭河喜は一子相伝のタレを用いた「身延萬寿」として製造している。製造の際発生する湯気が製造拠点から出ることがあり、作りたてである象徴ともなる。
開発者である甘養亭は「みのぶまんじゅう」の名前の付いた商標名で2006年（平成18年）に商標を取得している（商標番号第4982925号）が、他店の名称使用を制限する動きはなく、栄昇堂などの後発企業もこれまで通り「みのぶまんじゅう」の名称を使用している。

## 販売
観光客向けに自家製造している店舗以外の身延町内の土産品店でも販売されているほか、身延町内にある日蓮宗の寺院ではお茶受けとして、旅館・ホテルでは茶菓として供される場合が多い。
自家製造で大量生産が難しく賞味期限も短いことから、販売は身延町内の店舗に限られていた。2020年10月に栄昇堂が公式ウェブサイトを開設し、ネットショッピングでの通販を開始。甘養亭、さくら製菓もネットショッピングを開始している。
甘養亭の身延まんじゅうは、町外の道の駅や高速道路SA・PAでも販売されている。

## 類似商品
- まるみまんじゅう - 身延駅前にある土産物店の山梨水晶本店のオリジナル商品。製造は甲府市の株式会社平和堂。身延饅頭と違い、漉しあんではなく粒あんを使用している。
- しもべまんじゅう - 旧下部町域の道の駅・土産物店で販売。製造は市川三郷町の斉木製菓。漉しあん（茶色）と粒あん（白色）の両方がある。

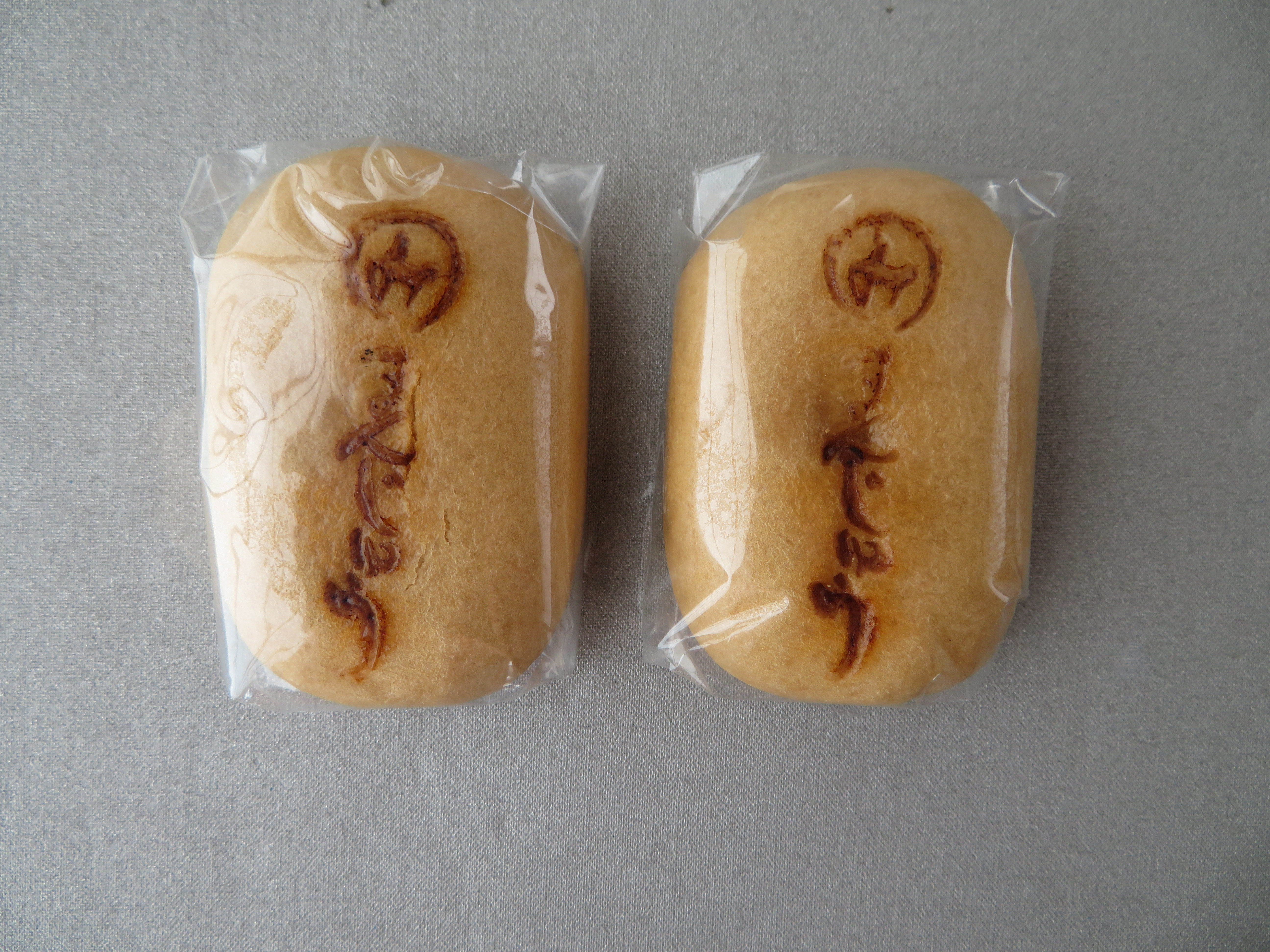
まるみまんじゅう（2022年10月）
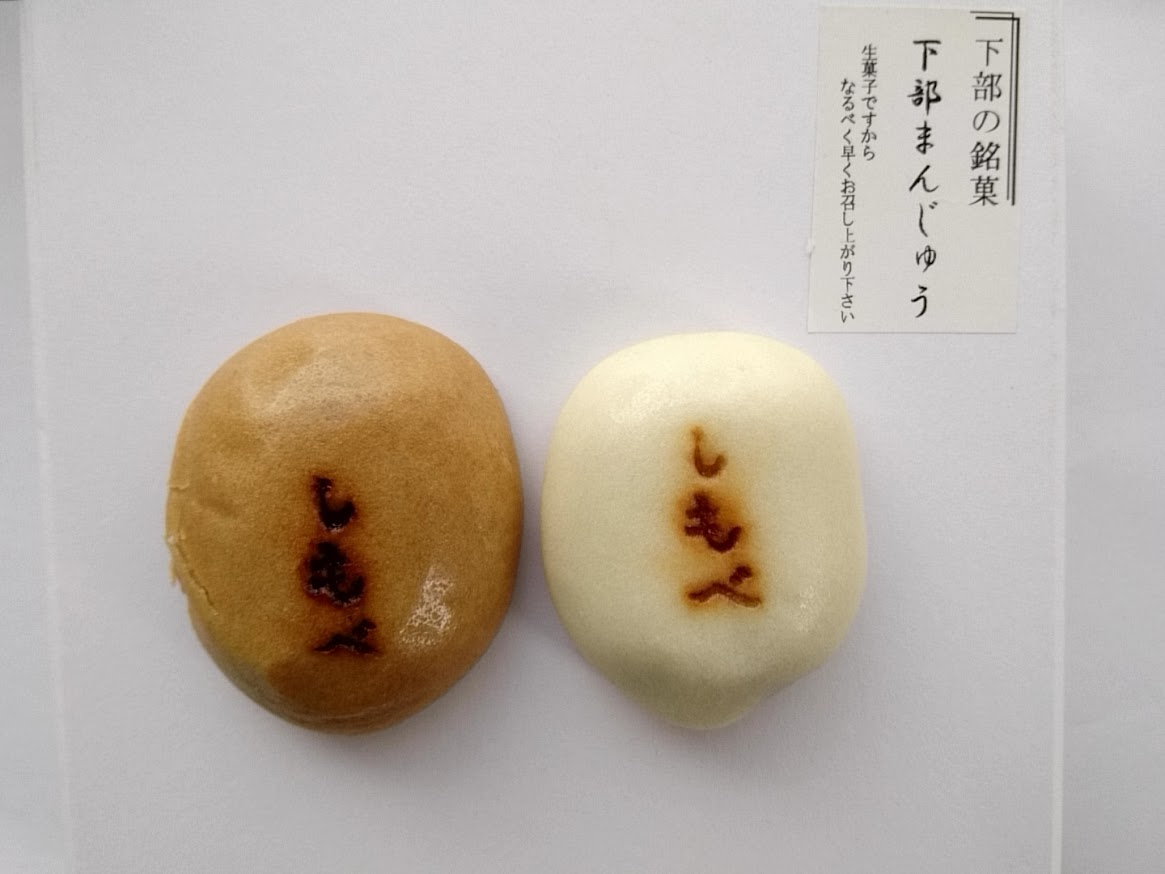
しもべまんじゅう（2024年1月）